# Caudalejeunea grolleana
Espèce
Statut de conservation UICN

 EN B1+2cd : En danger
Caudalejeunea grolleana est une espèce de plantes de la famille des Lejeuneaceae.

## Publication originale
- Acta Botanica Neerlandica 23: 334, pl. 1. 1974.